# WildStorm

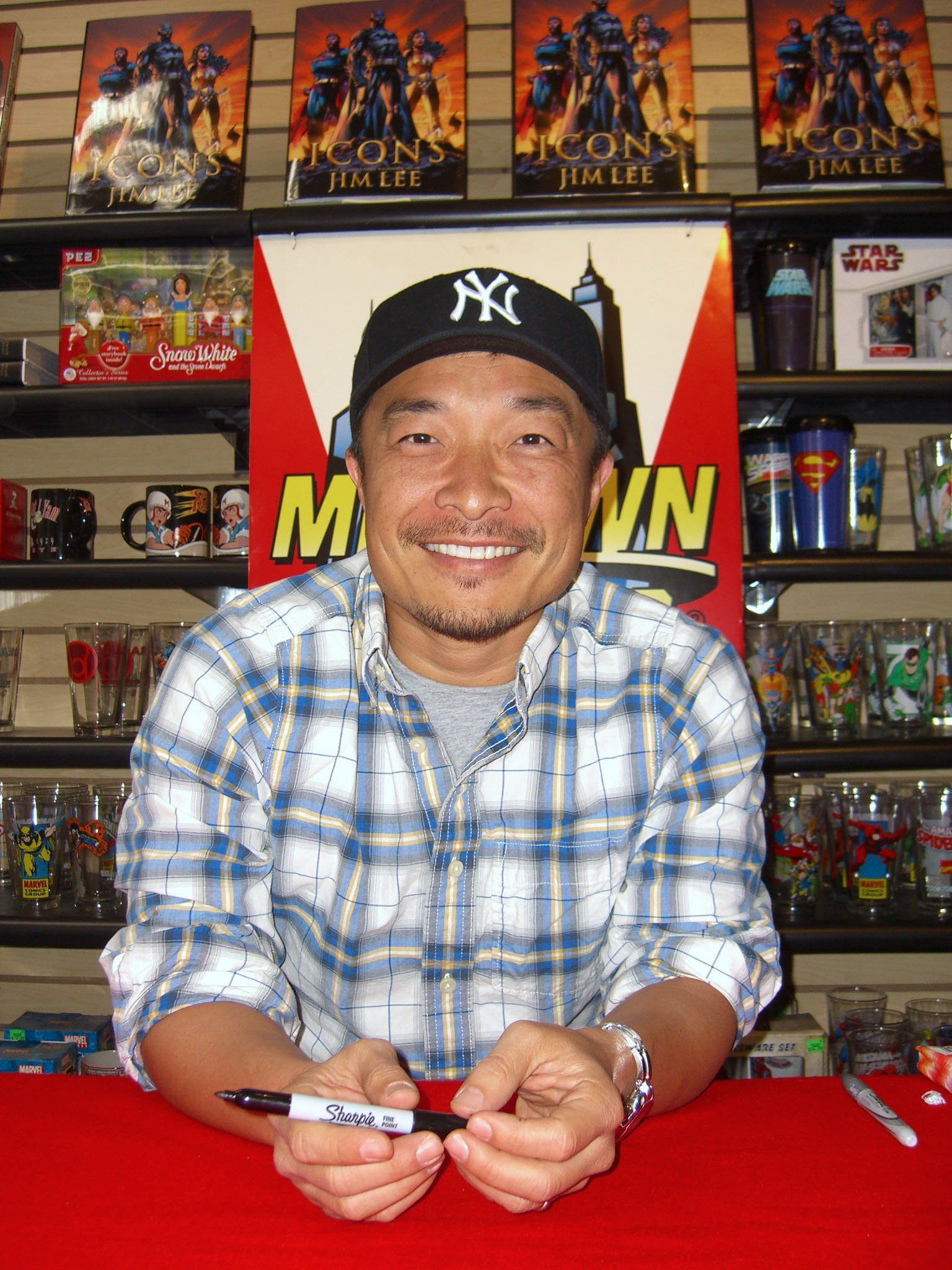
Jim Lee v roce 2010

WildStorm Productions, či jednoduše WildStorm, je americký komiksový imprint. Původně nezávislá společnost založená Jimem Leem, v následujících letech obohacena o další tvůrce, WildStorm se stala roku 1999 imprintem DC Comics. Imprint získal své jméno podle komiksových sérií od Jima Leeho WildC.A.T.S. a Stormwatch. WildStorm komiksy do roku 2011 byly mimo hlavní DC kontinuitu.
DC v prosinci roku 2010 WildStorm imprint zrušilo. V září roku 2011 DC restartovalo kontinuitu svých superhrdinských komiksů v novou kontinuitu známou jako The New 52, která spojila WildStorm kontinuitu a DC kontinuitu dohromady.
V říjnu 2016, DC oznámilo oživení WildStorm spisovatelem Warrenem Ellisem. V únoru 2017, byl WildStorm oficiálně oživen sešitem The Wild Storm #1 od Warrena Ellise.

## Česky vydané komiksy

### Knihy
- JLA: Liga spravedlnosti #2 (pouze bonusový příběh JLA/WildC.A.T.s, 1997)
- Liga výjimečných I. (The League of Extraordinary Gentlemen vol.1) (ABC imprint)
- Liga výjimečných II. (The League of Extraordinary Gentlemen vol.2) (ABC imprint)
- Planetary #01: Do všech koutů světa a jiné povídky (Vol.1: All Over the World and Other Stories - Preview, #1-6, 2001)
- Planetary #02: Čtvrtý muž (Vol.2: The Fourth Man - #7-12, 2001)
- Smax (#1-5, 2003-04) (ABC imprint)
- Top 10 - Kniha 1 (#1-7, 1999-2000) (ABC imprint)
- Top 10 - Kniha 2 (#8-12, 2000-01) (ABC imprint)
- Top 10 - Devětačtyřicátníci (The Forty Niners, 2005) (ABC imprint)
- WildC.A.T.s – Návrat domů (WildC.A.T.s: Homecoming - #21-27, 1998)

### Sešity
- (v CREW² #06) WildC.A.T.S/X-Men: Stříbrný věk (WildC.A.T.s/X-Men: The Silver Age, 1997)
- (v CREW² #07) WildC.A.T.S/X-Men: Stříbrný věk (WildC.A.T.s/X-Men: The Silver Age, 1997)
- (v CREW² #08) Planetary: Mrtví střelci (Planetary #3 - Dead Gunfighters, 1999)
- (v CREW² #10) 
  - WildC.A.T.s
  - WildC.A.T.s: Pin-up